# V съезд РСДРП
V съезд Росси́йской социа́л-демократи́ческой рабо́чей па́ртии, более известный как Лондонский съезд РСДРП, состоялся 30 апреля (13 мая) — 19 мая (1 июня) 1907 года в Лондоне. На съезде были представлены пять фракций: меньшевики, большевики, Бунд, Социал-демократия Королевства Польского и Литвы (СДКПиЛ), Социал-демократия Латышского края (СДЛК). Присутствовало 343 делегата от 145 организаций (100 — РСДРП, 3 — Бунд, 8 — Социал-демократия Польши и Литвы, 7 — Социал-демократия Латышского края). По фракциям они распределялись приблизительно следующим образом (только 302 делегата с решающими голосами): 89 большевиков, 88 меньшевиков, 54 бундовца, 45 от польских социал-демократов и 26 от латышских.

## Предыстория

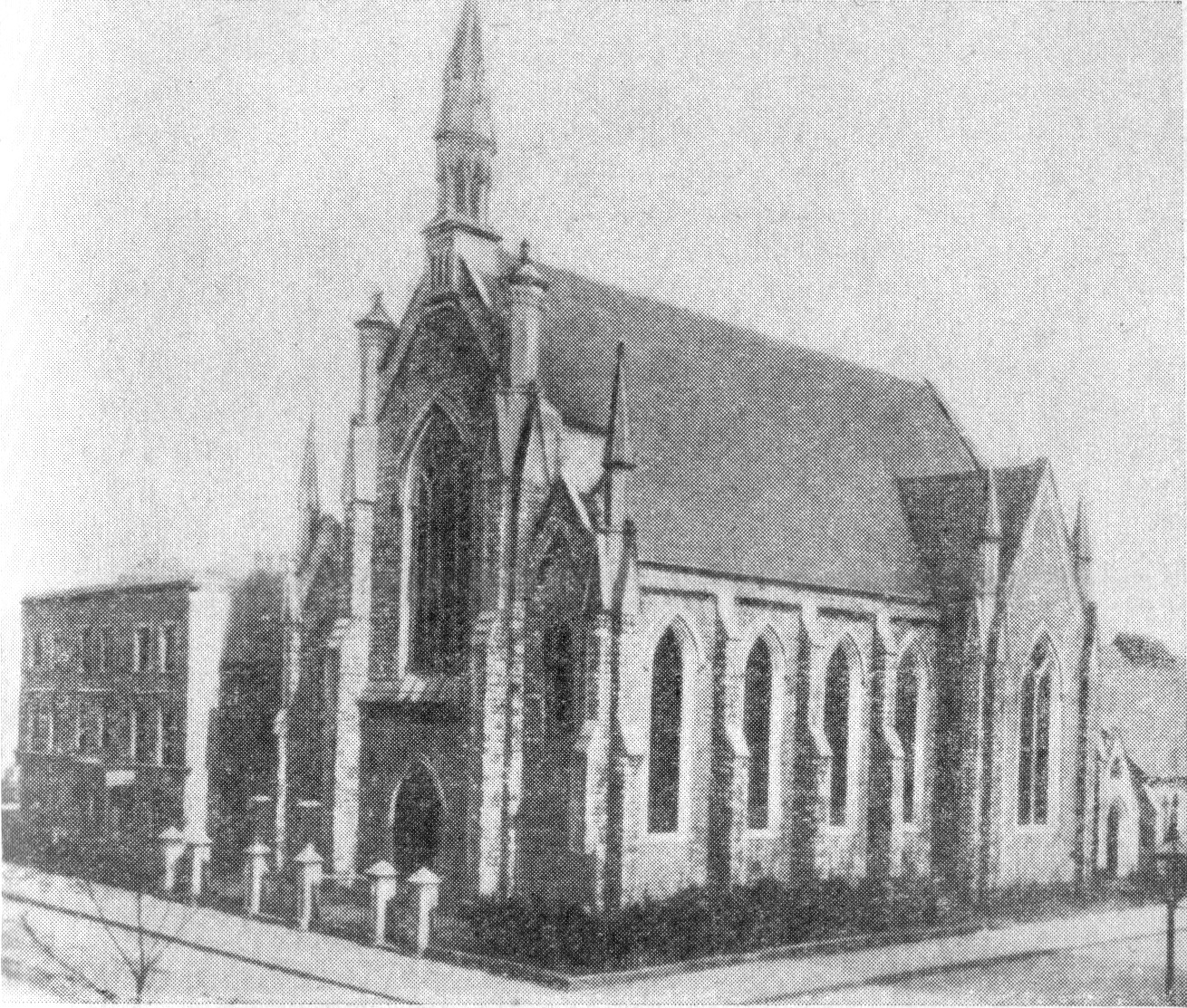
Церковь Братства на Саутгейт роуд в Лондоне. Место заседаний пятого съезда РСДРП в 1907

Первоначально планировалось, что съезд состоится в Копенгагене, куда делегаты прибыли в апреле 1907. Однако датское правительство запретило проведение съезда. Попытка перенести съезд в Швецию или Норвегию также не увенчалась успехом. Тогда съезд был перенесён в Лондон.
Заседания съезда проходили в Церкви Братства на Southgate road.
Расходы на проведение съезда составили около 120 тыс. рублей. Делегатам съезда организаторами оплачивалась дорога, а во время пребывания в Лондоне выдавались деньги на расходы из расчёта по 2 шиллинга в день. 300 фунтов на проведение съезда (1 фунт был равен примерно 10 рублям) было получено от ЦК Социал-демократической партии Германии, а 1700 фунтов от английского промышленника Иосифа Фелса, при содействии Джорджа Лэнсбери, Генри Брэйлсфорда и Ф. А. Ротштейна.

## Работа съезда

### Повестка дня
- Отчёт ЦК;
- Отчёт думской фракции и её организация;
- Отношение к буржуазным партиям;
- О Государственной Думе;
- Рабочий съезд и беспартийные рабочие организации;
- Профсоюзы и партия;
- Партизанские выступления;
- Безработица, экономический кризис и локауты;
- Организационные вопросы;
- Международный конгресс в Штутгарте;
- Работа в армии;
- Разное.
- Выборы

### Доклады и прения

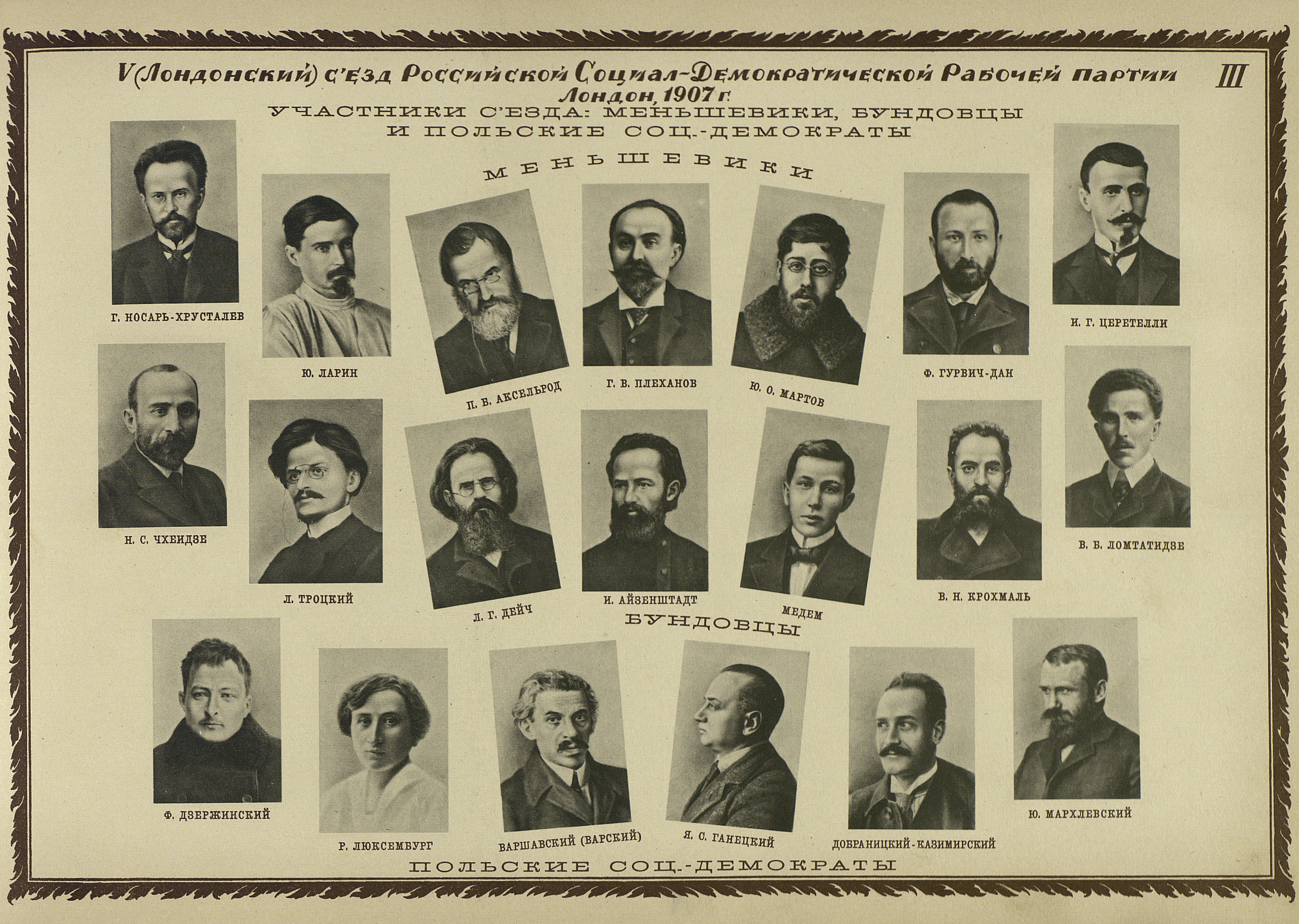
Меньшевики, бундовцы и польские социал-демократы — участники съезда

После речи Г. В. Плеханова, открывшего съезд, был выбран президиум из пяти человек (по представителю от каждой фракции) и создана мандатная комиссия, после чего съезд перешел к выработке порядка дня. Уже обсуждение этого вопроса вскрыло глубокие противоречия, разделявшие большевиков и меньшевиков, лишь формально объединенных в составе РСДРП. В борьбе вокруг порядка дня съезда, занявшей несколько дней бурных заседаний с поимёнными голосованиями и т. п., большевикам удалось из числа предложенных ими общеполитических вопросов отвоевать лишь один: об отношении к буржуазным партиям. И по этому вопросу большевики одержали победу на съезде. Резолюция большевиков была принята за основу и затем принята в целом, после несущественных поправок. В сущности, в этом пункте порядка дня съезда были отражены такие важнейшие вопросы, как вопрос о путях развития буржуазно-демократической революции с её перспективой перерастания в социалистическую, вопрос о союзниках пролетариата и его гегемонии и т. д. Большевикам также удалось получить большинство при голосовании резолюций о Государственной Думе, о рабочем съезде, о профсоюзах и организационном Уставе. Меньшевики получили большинство при голосовании по резолюции о партизанских выступлениях.
С отчетом ЦК докладчиками выступили Ю. О. Мартов (от меньшевиков), Р. А. Абрамович (от Бунда) и А. А. Богданов (от большевиков).
Главным вопросом съезда стал вопрос об отношении к буржуазным партиям. По этому вопросу выступило 4 докладчика: от большевиков — В. И. Ленин, от меньшевиков — А. С. Мартынов, от польской социал-демократии — Р. Люксембург, от Бунда — Р. А. Абрамович.
Вследствие того, что работа съезда затянулась и иссякли средства на его проведение, вопросы о Государственной Думе, о профсоюзах и партии, о партизанских выступлениях и организационные вопросы на пленарных заседаниях не обсуждались, а были переданы в комиссии съезда. Вопросы о безработице, об экономическом кризисе и локаутах и о международном конгрессе в Штутгарте были сняты с обсуждения.

### Постановления
По обсуждённым вопросам были приняты соответствующие резолюции и постановления:
- Инструкция [делегатам съезда по общению с прессой];
- Регламент;
- Постановление относительно отчетов ЦК;
- Порядок дня съезда;
- Об отношениях к непролетарским партиям;
- Рабочий съезд и беспартийные рабочие организации;
- О Государственной думе;
- К отчету думской фракции;
- О национальном вопросе в связи с деятельностью с.-д. думской фракции;
- О народовой демократии;
- Об отношении думской фракции к ЦК;
- О партизанских выступлениях;
- О профессиональных союзах;
- О работе в армии;
- Об объединении с Армянской с.-д. рабочей организацией;
- О займе;
- Организационный устав.

### Вопрос экспроприаций
Съезд принял резолюцию о запрещении экспроприаций. Особо было указано на необходимость распустить все боевые дружины и группы, занимавшиеся экспроприациями. Несмотря на это большевики некоторые боевые дружины не распустили и продолжали проводить экспроприации в обход решений съезда. Этой работой руководили члены «большевистского центра» Ленин, Красин и Богданов.

## Состав избранного руководства

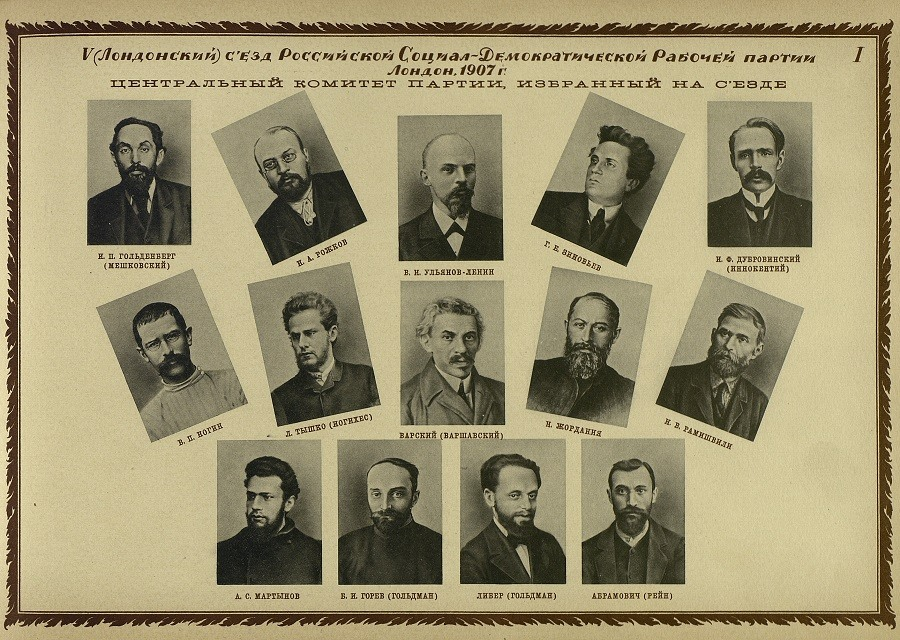
Члены ЦК, избранного на съезде

Голосовало 293 делегата, были избраны (по числу голосов):
Члены ЦК
А. С. Мартынов — 150 голосов (меньшевик)
Н. Н. Жордания — 150 голосов (меньшевик)
К. Х. Данишевский — 149 голосов (СДЛК)
И. Г. Исув — 148 голосов (меньшевик)
В. Д. Медем — 148 голосов (меньшевик)
Н. А. Рожков — 146 голосов (большевик)
И. Ф. Дубровинский — 146 голосов (большевик)
И. П. Гольденберг — 146 голосов (большевик)
А. Е. Варский — 145 голосов (СДКПиЛ)
И. А. Теодорович — 144 голоса (большевик)
Ф. Э. Дзержинский — 144 голоса (СДКПиЛ)
В. П. Ногин — 144 голоса (большевик)
Кандидаты в члены ЦК
Г. Е. Зиновьев — 143 голоса (большевик)
А. А. Богданов (большевик)
М. И. Бройдо (меньшевик)
А. Бушевиц (СДЛК)
П. А. Гарви (меньшевик)
Б. И. Горев (меньшевик)
К. М. Ермолаев (меньшевик)
В. К. Иков (меньшевик)
Л. Б. Красин (большевик)
Г. Д. Лейтейзен (большевик)
В. И. Ленин (большевик)
А. М. Малецкий (СДКПиЛ)
Ю. О. Мартов (меньшевик)
Ю. Ю. Мархлевский (СДКПиЛ)
Н. В. Рамишвили (меньшевик)
А. И. Рыков (большевик)
И. А. Саммер (большевик)
А. П. Смирнов (большевик)
В. К. Таратута (большевик)
Ян Тышка (СДКПиЛ)
В. Л. Шанцер (большевик)
К. Я. Шварц (СДЛК)

## Делегаты съезда
- Список делегатов V съезда РСДРП

В качестве гостя на съезде присутствовал Рамсей Макдональд, в то время лидер британской Независимой рабочей партии.